# Ökölvívás a 2016. évi nyári olimpiai játékokon
A 2016. évi nyári olimpiai játékokon ökölvívásban összesen 13 versenyszámot rendeztek. A férfiak tíz (49 kg, 52 kg, 56 kg, 60 kg, 64 kg, 69 kg, 75 kg, 81 kg, 91 kg, +91 kg), a nők három (51 kg, 60 kg, 75 kg) súlycsoportban indulhattak

## Összesített éremtáblázat
(A táblázatokban a rendező nemzet sportolói eltérő háttérszínnel, az egyes számoszlopok legmagasabb értéke vagy értékei vastagítással kiemelve.)
| A 2016. évi nyári olimpiai játékok éremtáblázata ökölvívásban | A 2016. évi nyári olimpiai játékok éremtáblázata ökölvívásban | A 2016. évi nyári olimpiai játékok éremtáblázata ökölvívásban | A 2016. évi nyári olimpiai játékok éremtáblázata ökölvívásban | A 2016. évi nyári olimpiai játékok éremtáblázata ökölvívásban | Olimpia  |
| ------------------------------------------------------------- | ------------------------------------------------------------- | ------------------------------------------------------------- | ------------------------------------------------------------- | ------------------------------------------------------------- | -------- |
|                                                               | Ország                                                        | Arany                                                         | Ezüst                                                         | Bronz                                                         | Összesen |
| 1.                                                            | Üzbegisztán (UZB)                                             | 3                                                             | 2                                                             | 2                                                             | 7        |
| 2.                                                            | Kuba (CUB)                                                    | 3                                                             | 0                                                             | 3                                                             | 6        |
| 3.                                                            | Franciaország (FRA)                                           | 2                                                             | 2                                                             | 2                                                             | 6        |
| 4.                                                            | Kazahsztán (KAZ)                                              | 1                                                             | 2                                                             | 2                                                             | 5        |
| 5.                                                            | Egyesült Államok (USA)                                        | 1                                                             | 1                                                             | 1                                                             | 3        |
| 5.                                                            | Nagy-Britannia (GBR)                                          | 1                                                             | 1                                                             | 1                                                             | 3        |
| 7.                                                            | Oroszország (RUS)                                             | 1                                                             | 0                                                             | 3                                                             | 4        |
| 8.                                                            | Brazília (BRA)                                                | 1                                                             | 0                                                             | 0                                                             | 1        |
|                                                               |                                                               |                                                               |                                                               |                                                               |          |
| 9.                                                            | Kína (CHN)                                                    | 0                                                             | 1                                                             | 3                                                             | 4        |
| 10.                                                           | Azerbajdzsán (AZE)                                            | 0                                                             | 1                                                             | 1                                                             | 2        |
| 10.                                                           | Kolumbia (COL)                                                | 0                                                             | 1                                                             | 1                                                             | 2        |
| 12.                                                           | Hollandia (NED)                                               | 0                                                             | 1                                                             | 0                                                             | 1        |
| 12.                                                           | Venezuela (VEN)                                               | 0                                                             | 1                                                             | 0                                                             | 1        |
|                                                               |                                                               |                                                               |                                                               |                                                               |          |
| 14.                                                           | Finnország (FIN)                                              | 0                                                             | 0                                                             | 1                                                             | 1        |
| 14.                                                           | Horvátország (CRO)                                            | 0                                                             | 0                                                             | 1                                                             | 1        |
| 14.                                                           | Marokkó (MAR)                                                 | 0                                                             | 0                                                             | 1                                                             | 1        |
| 14.                                                           | Mexikó (MEX)                                                  | 0                                                             | 0                                                             | 1                                                             | 1        |
| 14.                                                           | Mongólia (MGL)                                                | 0                                                             | 0                                                             | 1                                                             | 1        |
| 14.                                                           | Németország (GER)                                             | 0                                                             | 0                                                             | 1                                                             | 1        |
|                                                               |                                                               |                                                               |                                                               |                                                               |          |
| Összesen                                                      | Összesen                                                      | 13                                                            | 13                                                            | 25                                                            | 51       |

## Férfi

### Éremtáblázat
| A 2016. évi nyári olimpiai játékok éremtáblázata férfi ökölvívásban | A 2016. évi nyári olimpiai játékok éremtáblázata férfi ökölvívásban | A 2016. évi nyári olimpiai játékok éremtáblázata férfi ökölvívásban | A 2016. évi nyári olimpiai játékok éremtáblázata férfi ökölvívásban | A 2016. évi nyári olimpiai játékok éremtáblázata férfi ökölvívásban | Olimpia  |
| ------------------------------------------------------------------- | ------------------------------------------------------------------- | ------------------------------------------------------------------- | ------------------------------------------------------------------- | ------------------------------------------------------------------- | -------- |
|                                                                     | Ország                                                              | Arany                                                               | Ezüst                                                               | Bronz                                                               | Összesen |
| 1.                                                                  | Üzbegisztán (UZB)                                                   | 3                                                                   | 2                                                                   | 2                                                                   | 7        |
| 2.                                                                  | Kuba (CUB)                                                          | 3                                                                   | 0                                                                   | 3                                                                   | 6        |
| 3.                                                                  | Kazahsztán (KAZ)                                                    | 1                                                                   | 2                                                                   | 1                                                                   | 4        |
| 4.                                                                  | Franciaország (FRA)                                                 | 1                                                                   | 1                                                                   | 2                                                                   | 4        |
| 4.                                                                  | Oroszország (RUS)                                                   | 1                                                                   | 0                                                                   | 2                                                                   | 3        |
| 6.                                                                  | Brazília (BRA)                                                      | 1                                                                   | 0                                                                   | 0                                                                   | 1        |
|                                                                     |                                                                     |                                                                     |                                                                     |                                                                     |          |
| 7.                                                                  | Azerbajdzsán (AZE)                                                  | 0                                                                   | 1                                                                   | 1                                                                   | 2        |
| 7.                                                                  | Egyesült Államok (USA)                                              | 0                                                                   | 1                                                                   | 1                                                                   | 2        |
| 7.                                                                  | Nagy-Britannia (GBR)                                                | 0                                                                   | 1                                                                   | 1                                                                   | 2        |
| 10.                                                                 | Kolumbia (COL)                                                      | 0                                                                   | 1                                                                   | 0                                                                   | 1        |
| 10.                                                                 | Venezuela (VEN)                                                     | 0                                                                   | 1                                                                   | 0                                                                   | 1        |
|                                                                     |                                                                     |                                                                     |                                                                     |                                                                     |          |
| 12.                                                                 | Horvátország (CRO)                                                  | 0                                                                   | 0                                                                   | 1                                                                   | 1        |
| 12.                                                                 | Kína (CHN)                                                          | 0                                                                   | 0                                                                   | 1                                                                   | 1        |
| 12.                                                                 | Marokkó (MAR)                                                       | 0                                                                   | 0                                                                   | 1                                                                   | 1        |
| 12.                                                                 | Mexikó (MEX)                                                        | 0                                                                   | 0                                                                   | 1                                                                   | 1        |
| 12.                                                                 | Mongólia (MGL)                                                      | 0                                                                   | 0                                                                   | 1                                                                   | 1        |
| 12.                                                                 | Németország (GER)                                                   | 0                                                                   | 0                                                                   | 1                                                                   | 1        |
|                                                                     |                                                                     |                                                                     |                                                                     |                                                                     |          |
| Összesen                                                            | Összesen                                                            | 10                                                                  | 10                                                                  | 19                                                                  | 39       |

### Érmesek
| A 2016. évi nyári olimpiai játékok érmesei férfi ökölvívásban |                                            |                                           |                                             |
| Versenyszám                                                   | Arany                                      | Ezüst                                     | Bronz                                       |
| Papírsúly                                                     | Hasanboy Dusmatov · Üzbegisztán (UZB)      | Yuberjén Martínez · Kolumbia (COL)        | Joahnys Argilagos · Kuba (CUB)              |
| Papírsúly                                                     | Hasanboy Dusmatov · Üzbegisztán (UZB)      | Yuberjén Martínez · Kolumbia (COL)        | Nico Hernández · Egyesült Államok (USA)     |
| Légsúly                                                       | Shakhobidin Zoirov · Üzbegisztán (UZB)     | Yoel Finol · Venezuela (VEN)              | visszavonva                                 |
| Légsúly                                                       | Shakhobidin Zoirov · Üzbegisztán (UZB)     | Yoel Finol · Venezuela (VEN)              | Hu Csien-kuan (Hu Jianguan) · Kína (CHN)    |
| Harmatsúly                                                    | Robeisy Ramírez · Kuba (CUB)               | Shakur Stevenson · Egyesült Államok (USA) | Vlagyimir Nyikityin · Oroszország (RUS)     |
| Harmatsúly                                                    | Robeisy Ramírez · Kuba (CUB)               | Shakur Stevenson · Egyesült Államok (USA) | Murodjon Akhmadaliev · Üzbegisztán (UZB)    |
| Könnyűsúly                                                    | Robson Conceição · Brazília (BRA)          | Sofiane Oumiha · Franciaország (FRA)      | Lázaro Álvarez · Kuba (CUB)                 |
| Könnyűsúly                                                    | Robson Conceição · Brazília (BRA)          | Sofiane Oumiha · Franciaország (FRA)      | Dorjnyambuugiin Otgondalai · Mongólia (MGL) |
| Kisváltósúly                                                  | Fazliddin Gʻoibnazarov · Üzbegisztán (UZB) | Lorenzo Sotomayor · Azerbajdzsán (AZE)    | Vitalij Dunajcev · Oroszország (RUS)        |
| Kisváltósúly                                                  | Fazliddin Gʻoibnazarov · Üzbegisztán (UZB) | Lorenzo Sotomayor · Azerbajdzsán (AZE)    | Artem Harutyunyan · Németország (GER)       |
| Váltósúly                                                     | Danyijar Jeleuszinov · Kazahsztán (KAZ)    | Shakhram Giyasov · Üzbegisztán (UZB)      | Mohammed Rabii · Marokkó (MAR)              |
| Váltósúly                                                     | Danyijar Jeleuszinov · Kazahsztán (KAZ)    | Shakhram Giyasov · Üzbegisztán (UZB)      | Souleymane Cissokho · Franciaország (FRA)   |
| Középsúly                                                     | Arlen López · Kuba (CUB)                   | Bektemir Melikuziev · Üzbegisztán (UZB)   | Misael Rodríguez · Mexikó (MEX)             |
| Középsúly                                                     | Arlen López · Kuba (CUB)                   | Bektemir Melikuziev · Üzbegisztán (UZB)   | Kamran Shakhsuvarly · Azerbajdzsán (AZE)    |
| Félnehézsúly                                                  | Julio César La Cruz · Kuba (CUB)           | Agyilbek Nyijazimbetov · Kazahsztán (KAZ) | Mathieu Bauderlique · Franciaország (FRA)   |
| Félnehézsúly                                                  | Julio César La Cruz · Kuba (CUB)           | Agyilbek Nyijazimbetov · Kazahsztán (KAZ) | Joshua Buatsi · Nagy-Britannia (GBR)        |
| Nehézsúly                                                     | Jevgenyij Tiscsenko · Oroszország (RUS)    | Vaszilij Levit · Kazahsztán (KAZ)         | Rustam Tulaganov · Üzbegisztán (UZB)        |
| Nehézsúly                                                     | Jevgenyij Tiscsenko · Oroszország (RUS)    | Vaszilij Levit · Kazahsztán (KAZ)         | Erislandy Savón · Kuba (CUB)                |
| Szupernehézsúly                                               | Tony Yoka · Franciaország (FRA)            | Joe Joyce · Nagy-Britannia (GBR)          | Filip Hrgović · Horvátország (CRO)          |
| Szupernehézsúly                                               | Tony Yoka · Franciaország (FRA)            | Joe Joyce · Nagy-Britannia (GBR)          | Ivan Dicsko · Kazahsztán (KAZ)              |

- Az orosz Mihail Alojan doppingolás miatt utólag megfosztották a férfi légsúlyban szerzett ezüstérmétől.

## Női

### Éremtáblázat
| A 2016. évi nyári olimpiai játékok éremtáblázata női ökölvívásban | A 2016. évi nyári olimpiai játékok éremtáblázata női ökölvívásban | A 2016. évi nyári olimpiai játékok éremtáblázata női ökölvívásban | A 2016. évi nyári olimpiai játékok éremtáblázata női ökölvívásban | A 2016. évi nyári olimpiai játékok éremtáblázata női ökölvívásban | Olimpia  |
| ----------------------------------------------------------------- | ----------------------------------------------------------------- | ----------------------------------------------------------------- | ----------------------------------------------------------------- | ----------------------------------------------------------------- | -------- |
|                                                                   | Ország                                                            | Arany                                                             | Ezüst                                                             | Bronz                                                             | Összesen |
| 1.                                                                | Franciaország (FRA)                                               | 1                                                                 | 1                                                                 | 0                                                                 | 2        |
| 2.                                                                | Egyesült Államok (USA)                                            | 1                                                                 | 0                                                                 | 0                                                                 | 1        |
| 2.                                                                | Nagy-Britannia (GBR)                                              | 1                                                                 | 0                                                                 | 0                                                                 | 1        |
|                                                                   |                                                                   |                                                                   |                                                                   |                                                                   |          |
| 4.                                                                | Kína (CHN)                                                        | 0                                                                 | 1                                                                 | 2                                                                 | 3        |
| 5.                                                                | Hollandia (NED)                                                   | 0                                                                 | 1                                                                 | 0                                                                 | 1        |
|                                                                   |                                                                   |                                                                   |                                                                   |                                                                   |          |
| 6.                                                                | Finnország (FIN)                                                  | 0                                                                 | 0                                                                 | 1                                                                 | 1        |
| 6.                                                                | Kazahsztán (KAZ)                                                  | 0                                                                 | 0                                                                 | 1                                                                 | 1        |
| 6.                                                                | Kolumbia (COL)                                                    | 0                                                                 | 0                                                                 | 1                                                                 | 1        |
| 6.                                                                | Oroszország (RUS)                                                 | 0                                                                 | 0                                                                 | 1                                                                 | 1        |
|                                                                   |                                                                   |                                                                   |                                                                   |                                                                   |          |
| Összesen                                                          | Összesen                                                          | 3                                                                 | 3                                                                 | 6                                                                 | 12       |

### Érmesek
| A 2016. évi nyári olimpiai játékok érmesei női ökölvívásban |                                           |                                        |                                            |
| Versenyszám                                                 | Arany                                     | Ezüst                                  | Bronz                                      |
| Légsúly                                                     | Nicola Adams · Nagy-Britannia (GBR)       | Sarah Ourahmoune · Franciaország (FRA) | Zsen Can-can (Ren Cancan) · Kína (CHN)     |
| Légsúly                                                     | Nicola Adams · Nagy-Britannia (GBR)       | Sarah Ourahmoune · Franciaország (FRA) | Ingrit Valencia · Kolumbia (COL)           |
| Könnyűsúly                                                  | Estelle Mossely · Franciaország (FRA)     | Jin Csün-hua (Yin Junhua) · Kína (CHN) | Mira Potkonen · Finnország (FIN)           |
| Könnyűsúly                                                  | Estelle Mossely · Franciaország (FRA)     | Jin Csün-hua (Yin Junhua) · Kína (CHN) | Anasztaszija Beljakova · Oroszország (RUS) |
| Középsúly                                                   | Claressa Shields · Egyesült Államok (USA) | Nouchka Fontijn · Hollandia (NED)      | Dariga Shakimova · Kazahsztán (KAZ)        |
| Középsúly                                                   | Claressa Shields · Egyesült Államok (USA) | Nouchka Fontijn · Hollandia (NED)      | Li Csien (Li Qian) · Kína (CHN)            |

## Kvalifikáció
Az olimpiai játékokon 286 versenyző indulhat. A férfiaknál 250, a nőknél 36 fő nevezhet. Egy ország súlycsoportonként maximum egy versenyzőt indíthat. 1976. január 1. és 1997. december 31. között született sportolók indulhatnak.

### Férfiak
Indulási jogot a ranglistákon és kvalifikációs versenyeken lehet szerezni, a táblázat szerinti elosztásban.
| Súlycsoport | WSB | APB | VB | Kontinentális selejtezők | Kontinentális selejtezők | Kontinentális selejtezők | Kontinentális selejtezők | APB/WSB | AOB | Rendező | Szk | Összesen |
| Súlycsoport | WSB | APB | VB | Afrika                   | Amerika                  | Ázsia/Óceánia            | Európa                   | APB/WSB | AOB | Rendező | Szk | Összesen |
| ----------- | --- | --- | -- | ------------------------ | ------------------------ | ------------------------ | ------------------------ | ------- | --- | ------- | --- | -------- |
| 49 kg       | 1   | 2   | 2  | 3                        | 2/3                      | 3                        | 3                        | 3       | 2   | 0/1     | 0   | 22       |
| 52 kg       | 2   | 2   | 2  | 3                        | 2/3                      | 3                        | 3                        | 3       | 5   | 0/1     | 0   | 26       |
| 56 kg       | 2   | 2   | 3  | 3                        | 2/3                      | 3                        | 3                        | 3       | 5   | 0/1     | 1   | 28       |
| 60 kg       | 2   | 2   | 3  | 3                        | 2/3                      | 3                        | 3                        | 3       | 5   | 0/1     | 1   | 28       |
| 64 kg       | 2   | 2   | 3  | 3                        | 2/3                      | 3                        | 3                        | 3       | 5   | 0/1     | 1   | 28       |
| 69 kg       | 2   | 2   | 3  | 3                        | 2/3                      | 3                        | 3                        | 3       | 5   | 0/1     | 1   | 28       |
| 75 kg       | 2   | 2   | 3  | 3                        | 2/3                      | 3                        | 3                        | 3       | 5   | 0/1     | 1   | 28       |
| 81 kg       | 2   | 2   | 2  | 3                        | 2/3                      | 3                        | 3                        | 3       | 5   | 0/1     | 0   | 26       |
| 91 kg       | 1   | 2   | 1  | 3                        | 3                        | 3                        | 3                        | 1       | 1   | 0       | 0   | 18       |
| +91 kg      | 1   | 2   | 1  | 3                        | 3                        | 3                        | 3                        | 1       | 1   | 0       | 0   | 18       |

- WSB: A World Series Boxing egyéni ranglistája, a 2014 november és 2015 március közötti eredmények alapján
- APB: AIBA Pro Boxing világranglista alapján 2015 szeptemberében.
- VB: 2015-ös amatőr ökölvívó-világbajnokság
- Kontinentális selejtezők: 2016 február és április között kontinensekként megrendezendő minősítő versenyek.
- APB/WSB: 2016 májusában megrendezésre kerülő verseny.
- AOB: Az AIBA Open Boxing eredményei alapján
- Rendező: A rendező ország részére fenntartott kvóták. Legfeljebb öt hely osztható ki.
- Szk: Szabadkártya

### Nők
Indulási jogot a kvalifikációs versenyeken lehet szerezni, a táblázat szerinti elosztásban.
| Súlycsoport | VB | Kontinentális selejtezők | Kontinentális selejtezők | Kontinentális selejtezők | Kontinentális selejtezők | Rendező | Szk | Összesen |
| Súlycsoport | VB | Afrika                   | Amerika                  | Ázsia/Óceánia            | Európa                   | Rendező | Szk | Összesen |
| ----------- | -- | ------------------------ | ------------------------ | ------------------------ | ------------------------ | ------- | --- | -------- |
| 51 kg       | 4  | 1                        | 1/2                      | 2                        | 2                        | 0/1     | 1   | 12       |
| 60 kg       | 4  | 1                        | 1/2                      | 2                        | 2                        | 0/1     | 1   | 12       |
| 75 kg       | 4  | 1                        | 1/2                      | 2                        | 2                        | 0/1     | 1   | 12       |

- VB: 2016-os női ökölvívó-világbajnokság
- Kontinentális selejtezők: 2016 február és április között kontinensekként megrendezendő minősítő versenyek.
- Rendező: A rendező ország részére fenntartott kvóta.  Legfeljebb egy hely osztható ki.
- Szk: Szabadkártya